# Ar-Horqin-Banner

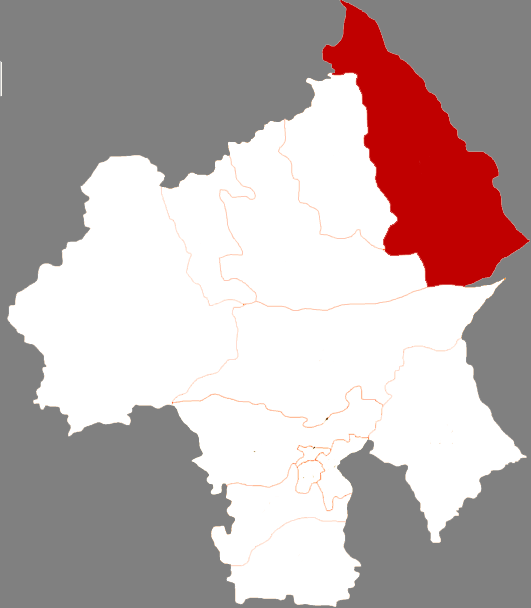
Lage des Ar-Horqin-Banners in Chifeng

Das Ar-Horqin-Banner (chinesisch 阿鲁科尔沁旗, Pinyin Ālǔkē’ěrqìn Qí; mongolisch ᠠᠷᠤ ᠬᠣᠷᠴᠢᠨ ᠬᠣᠰᠢᠭᠤ Aru Qorčin qosiɣu) ist ein Banner der bezirksfreien Stadt Chifeng (mongol. Ulanhad) im Nordosten des Autonomen Gebiets Innere Mongolei der Volksrepublik China. Es hat eine Fläche von 14.555 km² und zählt 300.000 Einwohner. Sein Hauptort ist die Großgemeinde Tianshan (天山镇).
Im Süden befindet sich der Baoshan-Tempel.

## Administrative Gliederung
Auf Gemeindeebene setzt sich das Ar-Horqin-Banner aus sieben Großgemeinden, vier Sum und drei Gemeinden zusammen. Diese sind:
- Großgemeinde Tianshan (天山镇), Sitz der Bannerregierung;
- Großgemeinde Bayanhua (巴彦花镇);
- Großgemeinde Hunt (坤都镇);
- Großgemeinde Jagastai (扎嘎斯台镇);
- Großgemeinde Shuangsheng (双胜镇);
- Großgemeinde Tianshankou (天山口镇);
- Großgemeinde Xugin (绍根镇);
- Sum Balqirud (巴拉奇如德苏木);
- Sum Bayan Ondor (巴彦温都尔苏木);
- Sum Han Som (罕苏木苏木);
- Sum Saihan Tal (赛汉塔拉苏木);
- Gemeinde Ulan Had (乌兰哈达乡);
- Gemeinde Xianfeng (先锋乡);
- Gemeinde Xinmin (新民乡).